# San Francisco, Dolores Hidalgo
San Francisco är en ort i Mexiko.   Den ligger i kommunen Dolores Hidalgo och delstaten Guanajuato, i den centrala delen av landet, 270 km nordväst om huvudstaden Mexico City. San Francisco ligger 1 935 meter över havet och antalet invånare är 182.
Terrängen runt San Francisco är huvudsakligen en högslätt. San Francisco ligger nere i en dal. Runt San Francisco är det ganska tätbefolkat, med 93 invånare per kvadratkilometer. Närmaste större samhälle är Dolores Hidalgo, 7,2 km söder om San Francisco. Trakten runt San Francisco består till största delen av jordbruksmark.